# Ryan Lowe
Ryan Lowe, né le 18 septembre 1978, est un entraîneur de football anglais et ancien joueur professionnel. Sa carrière de joueur, en tant qu'attaquant, commence à Burscough en 1999, et il devient un joueur de Football League en rejoignant Shrewsbury Town l'année suivante. Durant sa carrière, il a joué pour huit clubs de Football League, et a connu trois passages à Bury. Dans la seconde moitié de la saison 2010-11, Lowe établit un record pour le club de Bury en marquant un but dans neuf matchs de championnat consécutifs.
Lowe met fin à sa carrière de joueur à Bury, qu'il avait rejoint pour un troisième passage en janvier 2017, cette fois en tant qu'entraîneur-joueur. Lowe est également entraîneur intérimaire à deux reprises pour ce club en 2017-2018 après le limogeage de Lee Clark, puis de Chris Lucketti. Il se retire des terrains en mars 2018 lors de son deuxième passage en tant qu'intérimaire. En mai 2018, malgré la relégation du club en League Two, Bury offre à Lowe le poste de manager à temps plein pour un contrat de deux ans jusqu'à la fin de la saison 2019-2020. Après avoir ramené le club en League One, il quitte Bury le 5 juin 2019 pour Plymouth Argyle, nouvellement relégué, les dirigeant vers un retour immédiat en League One.

## Biographie
Né à Liverpool dans le Merseyside, Lowe joue pour l'équipe de jeunes de Liverpool entre 12 et 13 ans, avant de se casser la cheville. Il réintègre l'équipe à l'âge de 15 ans, avant de quitter à nouveau le club. Pendant son séjour à Liverpool, il se lie d'amitié avec Steven Gerrard.
Après Liverpool, Lowe joue avec l'équipe de jeunes de Southport et les équipes hors ligue de Liverpool de Sandon Dock et Waterloo Dock avant de rejoindre Burscough. Il rejoint la Football League en signant à Shrewsbury Town pour la saison 2000–01.

## Carrière de joueur

### Shrewsbury Town et Chester City
Après presque cinq années passées sous les couleurs des Shrews (dont une saison en Football Conference), Lowe signe à Chester City en League Two le 22 mars 2005. Il passe un an à Chester, inscrivant notamment deux buts lors d'une victoire surprise en FA Cup 3-0 contre Nottingham Forest le 3 décembre 2005 avant de quitter le club d'un commun accord peu de temps après le retour de l'entraîneur Mark Wright.

### Crewe Alexandra
Lowe rejoint Crewe Alexandra en League One pour la saison 2006-07. Il réussit ses débuts pour les Railwaymen en marquant le premier but de la saison puis en étant passeur décisif sur le but de David Vaughan, il remporte le titre d'homme du match lors du match nul 2–2 de Crewe contre Northampton Town le 5 août 2006. Lowe maintient sa bonne forme au cours des premiers matchs de la saison, en marquant deux autres buts fin août. Cependant, l'arrivée de Rodney Jack au club lui fait perdre sa place de titulaire pendant une bonne partie du mois de septembre. Il réintègre le onze de départ le 30 septembre 2006 contre Carlisle United. Lowe marque son seul triplé pour Crewe lors d'une victoire 5-1 à l'Alexandra Stadium.
Étant considéré comme un joueur de rotation à Crewe, Lowe décide de rejoindre Stockport County en prêt le 27 mars 2008. Son transfert n'est pas rendu permanent et il n'est pas inclus dans l'équipe qui décroche la promotion lors de la finale des barrages contre Rochdale au stade de Wembley.

### Retour à Chester City
Le 2 juillet 2008, Lowe revient à Chester en signant un contrat de deux ans, devenant la cinquième signature estivale du club après Anthony Barry, Jay Harris, David Mannix et Paul Taylor. Lowe marque un doublé dont un penalty, lors de son premier match à domicile pour Chester contre Leeds United lors d'une défaite 5-2 en League Cup le 12 août 2008. Il réitère cette performance lors de la large victoire de son équipe contre Barnet quelques semaines plus tard.
Lowe termine la saison en tant que meilleur buteur de Chester avec 18 buts (dont 16 en championnat), au cours d'une saison qui s'est terminée par la relégation de l'équipe en League Two. Il reçoit le prix du joueur de la saison du club avant le dernier match de l'année contre Darlington. La semaine suivante, il est annoncé que Lowe et Chester se quittent d'un commun accord, plusieurs clubs de Football League étant intéressés par le joueur.

### Bury
Le 10 juin 2009, Bury confirme l'arrivée de Lowe, qui signe gratuitement. Il marque son premier but pour Bury le 18 août 2009 contre Hereford United lors d'une victoire 3-1. En outre, Lowe est l'unique buteur de la victoire 1-0 de Bury contre leurs rivaux de Rochdale, lors du match à Gigg Lane. Il marque son 100e but en championnat le 9 octobre 2010, inscrivant un doublé contre le rival local Accrington Stanley.
Au début de la saison 2010-2011, il est nommé vice-capitaine par Alan Knill. Le 1er mars 2011, Lowe bat un record du club vieux de 53 ans en marquant lors de huit matchs de championnat consécutifs, à l'occasion d'une victoire 3-0 contre Shrewsbury Town au Greenhous Meadow. Après avoir marqué lors de la victoire 3-0 contre Hereford le 5 mars, il étend le record à neuf matchs. Le 25 avril, il marque le troisième but de Bury lors d'une victoire 3-2 contre les leaders du championnat Chesterfield à la 87e minute, promouvant son équipe en League One.

### Sheffield Wednesday
Le 31 août 2011, Lowe rejoint une autre équipe de League One, Sheffield Wednesday, pour un montant à six chiffres non divulgué.

### Milton Keynes Dons et Tranmere Rovers
Le 1er août 2012, Lowe signe pour l'équipe de League One Milton Keynes Dons pour un montant non divulgué, et signe un contrat de deux ans après n'avoir eu que peu de temps de jeu à Hillsborough. Le 21 juin 2013, Lowe accepte de résilier son contrat avec Milton Keynes Dons pour rejoindre Tranmere Rovers gratuitement, avec un contrat de deux ans.

### Deuxième contrat avec Bury
Le 19 mai 2014, Bury annonce le retour de Lowe pour un contrat de deux ans.

### Retour à Crewe Alexandra

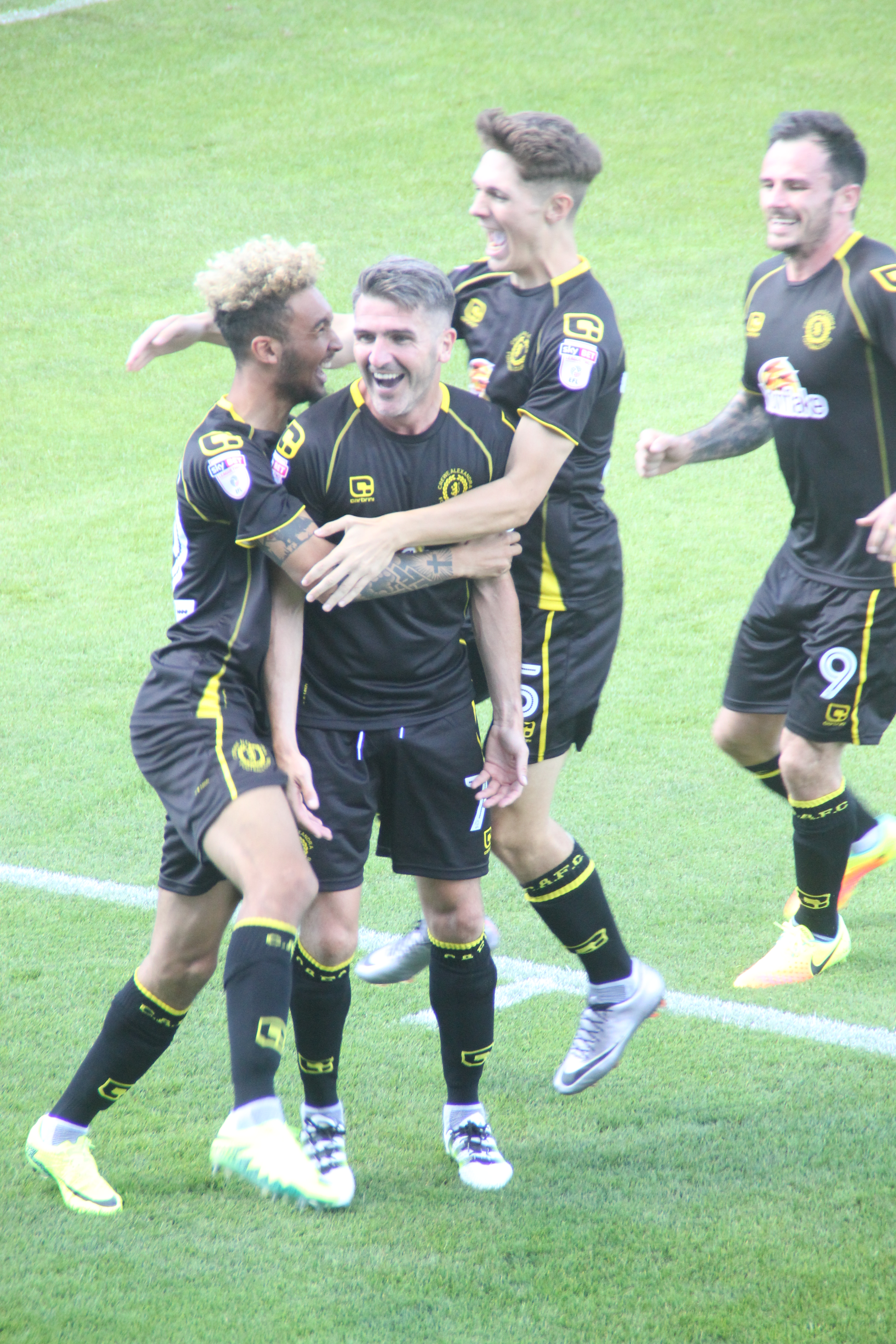
Ryan Lowe est félicité par ses coéquipiers après avoir marqué le premier but de Crewe Alexandra lors d'une victoire 2-1 à Stevenage (6 août 2016).

Le 23 novembre 2015, Lowe retourne à Crewe Alexandra en prêt jusqu'au 5 janvier 2016, et lors de sa première apparition, il marque le but vainqueur dans les arrêts de jeu face à Colchester United. Il signe un contrat permanent avec Crewe en mai 2016, et le 6 août, il inaugure son troisième contrat avec Crewe en inscrivant le premier but de la victoire 2-1 contre Stevenage. Trois jours plus tard, Lowe marque les deux buts de Crewe lors d'une victoire 2-1 en League Cup face à Sheffield United.

### Entraîneur-joueur à Bury
En janvier 2017, Lowe retourne à Bury dans un rôle d'entraîneur-joueur. À la suite du limogeage de l'entraîneur Lee Clark en octobre 2017, Lowe est nommé entraîneur par intérim, prenant en charge le match de premier tour de la FA Cup face à Woking, club de National League. Il reste aux commandes de l'équipe pendant six matchs (deux victoires, deux nuls, deux défaites) jusqu'au 22 novembre, date à laquelle Chris Lucketti est nommé pour succéder à Clark, Lowe redevenant joueur. En janvier 2018, après le limogeage de Lucketti, Lowe est de nouveau nommé pour assurer l'intérim, cette fois jusqu'à la fin de la saison, avec Ryan Kidd comme adjoint. Il décide à cette occasion de mettre fin à sa carrière de joueur pour se concentrer sur sa fonction d'entraîneur. Il dispute son dernier match en tant que joueur contre Bristol Rovers le vendredi 30 mars 2018 en League One.

## Carrière d'entraîneur

### Bury
En mai 2018, Lowe est nommé entraîneur à plein temps de Bury pour un contrat de deux ans. Bury vient d'être relégué, et, pour "régler le gâchis de la saison précédente" et préparer la saison 2018-19 en League Two, Lowe s'investit activement sur le marché des transferts avec onze joueurs transférés ou libérés, et onze autres en cours d'arrivée, tous en transferts gratuits. Il déclare que les joueurs qui n'avaient pas réalisé leur potentiel devaient être remplacés par des joueurs passionnés qui "pourraient se faire chier à Gigg Lane".
Après un début de saison chancelant au cours duquel la nouvelle équipe trouve ses marques, Bury occupait la quatrième place du championnat lorsqu'ils rencontrent Mansfield Town avec qui ils bataillent pour obtenir la montée, le lendemain de Noël. Ils perdent ce match et chutent à la sixième place, mais ils entament ensuite une série sans défaite qui les établis solidement sur le podium. De plus, Lowe les mènent en demi-finale du Trophée EFL, la meilleure performance de Bury dans ce tournoi, avant qu'ils ne soient battus par Portsmouth, club de League One. En reconnaissance de son succès à redresser l'équipe, Lowe reçoit trois fois le prix de l'EFL League Two Manager of the Month - en novembre 2018, janvier 2019 et février 2019.

### Plymouth Argyle
Le 5 juin 2019, Lowe est annoncé en tant que nouvel entraîneur de Plymouth Argyle, les guidant vers une troisième place et un retour immédiat en League One, au cours d'une saison interrompue par la pandémie de COVID-19 au Royaume-Uni.
Après avoir guidé son équipe vers quatre victoires et deux nuls en six matches au cours d'une séquence de 17 matchs sans défaite en championnat, au cours d'un mois qui a vu Plymouth en tête du classement de League One, Lowe est nommé Entraîneur du mois en octobre 2021. Le 7 décembre 2021, Lowe démissionne de son poste d'entraîneur de Plymouth, le club étant quatrième de League One.

### Preston North End
Immédiatement après son départ de Plymouth le 7 décembre 2021, Lowe est nommé entraîneur de l'équipe de Championship de Preston North End,.

## Style d'entraîneur
Le style de gestion de Lowe est influencé par Jürgen Klopp, Pep Guardiola, Rafa Benítez et son ami de longue date, Steven Gerrard, entre autres. Il est tourné vers l'attaque, et Bury en 2018-2019 était l'une des équipes les plus performantes de la Ligue de football ; leur style, décrit comme "gung-ho", a rapidement porté ses fruits puisque le club a terminé deuxième de League Two et a obtenu une promotion en League One. Lowe explique dans une interview au Guardian qu'il voulait inculquer une "philosophie gagnante", et qu'en surclassant ses adversaires, Bury aurait plus de chances d'atteindre cet objectif. Sa formation sur le terrain est un 3-1-4-2.

## Statistiques de carrière
| Club                    | Saison            | Championnat         | Championnat | Championnat | FA Cup | FA Cup | League Cup | League Cup | Autres | Autres | Total | Total |
| Club                    | Saison            | Division            | Apps        | Buts        | Apps   | Buts   | Apps       | Buts       | Apps   | Buts   | Apps  | Buts  |
| ----------------------- | ----------------- | ------------------- | ----------- | ----------- | ------ | ------ | ---------- | ---------- | ------ | ------ | ----- | ----- |
| Shrewsbury Town         | 2000–01           | Third Division      | 30          | 4           | 0      | 0      | 2          | 0          | 1      | 0      | 33    | 4     |
| Shrewsbury Town         | 2001–02           | Third Division      | 38          | 7           | 0      | 0      | 0          | 0          | 1      | 0      | 39    | 7     |
| Shrewsbury Town         | 2002–03           | Third Division      | 41          | 11          | 4      | 0      | 1          | 0          | 3      | 2      | 49    | 13    |
| Shrewsbury Town         | 2003–04           | Football Conference | 36          | 9           | 1      | 0      | 0          | 0          | 3      | 1      | 39    | 10    |
| Shrewsbury Town         | 2004–05           | League Two          | 38          | 9           | 1      | 0      | 1          | 0          | 2      | 0      | 42    | 7     |
| Shrewsbury Town         | Total             | Total               | 173         | 32          | 6      | 0      | 4          | 0          | 11     | 5      | 194   | 37    |
| Chester City            | 2004–05           | League Two          | 8           | 4           | 0      | 0      | 0          | 0          | 0      | 0      | 8     | 4     |
| Chester City            | 2005–06           | League Two          | 32          | 10          | 2      | 3      | 0          | 0          | 0      | 0      | 34    | 13    |
| Chester City            | Total             | Total               | 40          | 14          | 2      | 3      | 0          | 0          | 0      | 0      | 42    | 17    |
| Crewe Alexandra         | 2006–07           | League One          | 37          | 8           | 0      | 0      | 2          | 1          | 5      | 3      | 44    | 12    |
| Crewe Alexandra         | 2007–08           | League One          | 27          | 4           | 2      | 0      | 0          | 0          | 1      | 1      | 30    | 5     |
| Crewe Alexandra         | Total             | Total               | 64          | 12          | 2      | 0      | 2          | 1          | 6      | 4      | 74    | 17    |
| Stockport County (prêt) | 2007–08           | League Two          | 4           | 0           | 0      | 0      | 0          | 0          | 0      | 0      | 4     | 0     |
| Chester City            | 2008–09           | League Two          | 45          | 16          | 1      | 0      | 1          | 2          | 1      | 0      | 48    | 18    |
| Bury                    | 2009–10           | League Two          | 39          | 18          | 1      | 0      | 1          | 0          | 2      | 0      | 43    | 18    |
| Bury                    | 2010–11           | League Two          | 46          | 27          | 2      | 1      | 1          | 0          | 1      | 0      | 50    | 28    |
| Bury                    | 2011–12           | League One          | 5           | 4           | 0      | 0      | 2          | 3          | 0      | 0      | 7     | 7     |
| Bury                    | Total             | Total               | 90          | 49          | 3      | 1      | 4          | 3          | 3      | 0      | 100   | 53    |
| Sheffield Wednesday     | 2011–12           | League One          | 26          | 8           | 4      | 1      | 0          | 0          | 0      | 0      | 30    | 9     |
| Milton Keynes Dons      | 2012–13           | League One          | 42          | 11          | 6      | 1      | 3          | 0          | 0      | 0      | 51    | 12    |
| Tranmere Rovers         | 2013–14           | League One          | 45          | 19          | 2      | 1      | 2          | 0          | 1      | 0      | 50    | 20    |
| Bury                    | 2014–15           | League Two          | 34          | 9           | 2      | 0      | 1          | 1          | 1      | 1      | 38    | 11    |
| Bury                    | 2015–16           | League One          | 19          | 6           | 3      | 0      | 0          | 0          | 0      | 0      | 22    | 6     |
| Bury                    | Total             | Total               | 53          | 15          | 5      | 0      | 1          | 1          | 1      | 1      | 60    | 17    |
| Crewe Alexandra (prêt)  | 2015–16           | League One          | 6           | 2           | 0      | 0      | 0          | 0          | 0      | 0      | 6     | 2     |
| Crewe Alexandra         | 2016–17           | League Two          | 22          | 5           | 2      | 0      | 2          | 2          | 2      | 1      | 28    | 8     |
| Bury                    | 2016–17           | League One          | 12          | 2           | 0      | 0      | 0          | 0          | 0      | 0      | 12    | 2     |
| Bury                    | 2017–18           | League One          | 6           | 0           | 0      | 0      | 2          | 0          | 0      | 0      | 8     | 0     |
| Bury                    | Total             | Total               | 18          | 2           | 0      | 0      | 2          | 0          | 0      | 0      | 20    | 2     |
| Total en carrière       | Total en carrière | Total en carrière   | 627         | 185         | 33     | 7      | 19         | 9          | 25     | 11     | 704   | 214   |

1. ↑  Inclut les apparitions en Football League Trophy.

## Statistiques d'entraîneur
À la date du 6 janvier 2024'
| Bury (intérimaire) | 30 octobre 2017 | 22 novembre 2017 | 6   | 2   | 2  | 2   | 33.33 |
| Bury               | 15 janvier 2018 | 5 juin 2019      | 75  | 32  | 21 | 22  | 42.67 |
| Plymouth Argyle    | 5 juin 2019     | 7 décembre 2021  | 128 | 55  | 29 | 44  | 42.97 |
| Preston North End  | 7 décembre 2021 | Actuellement     | 104 | 39  | 26 | 39  | 39.19 |
| Totals             | Totals          | Totals           | 311 | 128 | 78 | 106 | 41.84 |

## Honneurs

### Joueur
Sheffield Wednesday
- Finaliste de League One : 2011-12

Bury
- Finaliste de League Two : 2010-11 ; promotion : 2014-15

Shrewsbury Town
- Barrages National League : 2004

Individuel
- Équipe PFA de l'année : 2010–11 Football League Two[37]
- Joueur de l'année des fans de la PFA League Two : 2010-11
- Joueur de la saison de Chester City : 2008–09
- Joueur du mois de League One : août 2011, novembre 2013
- Joueur du mois de League Two : janvier 2010, septembre 2010, février 2011, avril 2011

### Entraîneur
Bury
- Promotion de League Two : 2018-19

Plymouth Argyle
- Promotion de League Two : 2019-2020

Individuel
- Entraîneur du mois de League One : Octobre 2021
- Entraîneur du mois de Ligue 2 : novembre 2018, janvier 2019, février 2019, janvier 2020 [38]